# Palmas d’Aveyron
Palmas d’Aveyron ist eine französische Gemeinde mit 1.027 Einwohnern (Stand 1. Januar 2022) im Département Aveyron in der Region Okzitanien. Sie gehört zum Arrondissement Rodez und zum Kanton Lot et Palanges. 
Sie entstand mit Wirkung vom 1. Januar 2016 als Commune nouvelle durch die Zusammenlegung der bisherigen Gemeinden Palmas, Coussergues und Cruéjouls, die in der neuen Gemeinde den Status einer Commune déléguée besitzen.
Nachbargemeinden sind Gabriac im Nordwesten, Lassouts im Norden, Sainte-Eulalie-d’Olt im Nordosten, Vimenet im Osten, Gaillac-d’Aveyron im Südosten, Laissac-Sévérac l’Église im Süden und im Südwesten und Bertholène im Westen.

## Gliederung

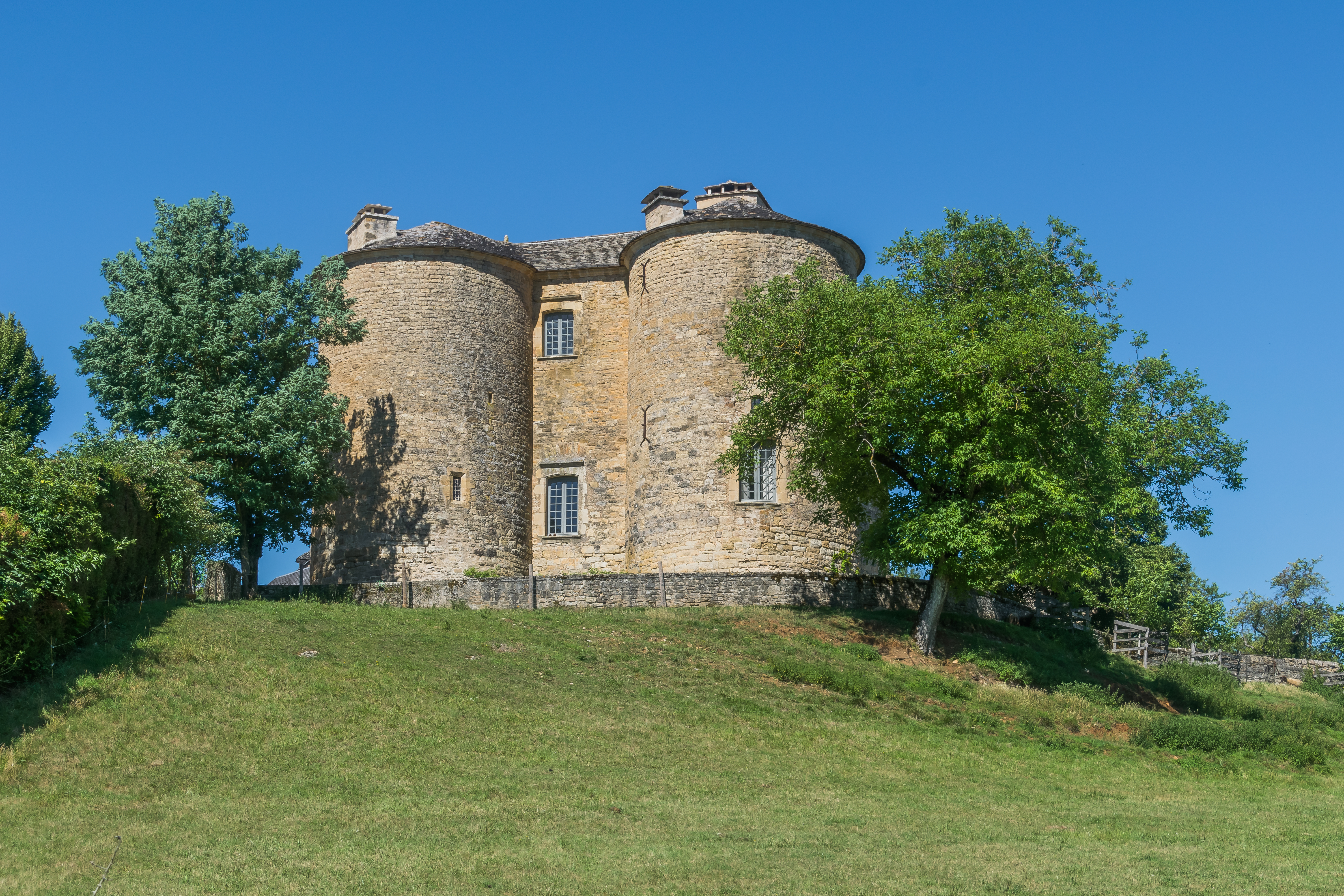
Schloss Caylaret im Ortsteil Cruéjouls

| Ortsteil                 | ehemaliger INSEE-Code | Fläche (km²) | Einwohnerzahl zum 1. Januar 2022 |
| ------------------------ | --------------------- | ------------ | -------------------------------- |
| Palmas (Verwaltungssitz) | 12177                 | 14,34        | 365                              |
| Coussergues              | 12081                 | 10,89        | 256                              |
| Cruéjouls                | 12087                 | 18,35        | 406                              |